# Diamètre de la Terre
Cet article court présente un sujet plus développé dans : Rayon de la Terre.
Le diamètre de la Terre est de 12 742 km environ en première approximation, soit si l'on assimile la Terre à une sphère. En seconde approximation, la Terre peut être assimilée à un ellipsoïde aplati ayant un diamètre équatorial de 12 756,274 km et un diamètre polaire de 12 713,505 km.